# Cloud Native Computing Foundation
Cloud Native Computing Foundation (CNCF) – organizacja non-profit działająca w ramach Linux Foundation, założona w 2015 roku w celu wspierania rozwoju technologii natywnych dla chmury (cloud native). Fundacja pełni funkcję neutralnej platformy współpracy nad otwartym oprogramowaniem, zrzeszając twórców projektów typu open source, dostawców usług chmurowych i użytkowników końcowych.

## Historia
Fundacja została ogłoszona 21 lipca 2015 roku podczas konferencji OSCON, w tym samym czasie co premiera wersji 1.0 Kubernetes. CNCF została założona przez Linux Foundation przy wsparciu osiemnastu firm technologicznych, w tym Google, IBM, Intel, Docker i CoreOS.

## Cele i działalność
Celem CNCF jest promowanie interoperacyjności technologii chmurowych oraz zapobieganie uzależnieniu użytkowników od pojedynczych dostawców (vendor lock-in). Fundacja zarządza projektami poprzez trzystopniowy system rozwoju: sandbox, incubating i graduated, wspierając ich rozwój w sposób zdecentralizowany i otwarty.

## Struktura
Fundacja posiada strukturę zarządczą obejmującą m.in. Technical Oversight Committee (TOC), odpowiedzialną za ocenę i rozwój projektów technicznych, oraz Governing Board, która podejmuje decyzje strategiczne i finansowe.

## Główne projekty
CNCF jest opiekunem wielu projektów open source, z których najważniejsze to:
- Kubernetes – platforma do zarządzania kontenerami, pierwszy projekt ze statusem graduated w CNCF[5].
- Prometheus – system monitorowania środowisk kontenerowych, drugi projekt ze statusem graduated[6].
- Envoy – proxy sieciowy używany w architekturze mikroserwisów, trzeci projekt z certyfikatem graduated[7].
- etcd, containerd, Fluentd – narzędzia infrastrukturalne o szerokim zastosowaniu w ekosystemie cloud native.

## Znaczenie i wpływ
Projekty zarządzane przez CNCF odegrały kluczową rolę w upowszechnieniu architektury cloud native, w tym konteneryzacji i mikroserwisów. Kubernetes stał się wspieranym przez wszystkich głównych dostawców standardem orkiestracji kontenerów. Fundacja przyczynia się także do edukacji poprzez organizację konferencji KubeCon + CloudNativeCon.